# Gada-Mayo
Pour les articles homonymes, voir Gadamayo.
Gada-Mayo est un village du Cameroun situé dans la région de l'Adamaoua et le département du Faro-et-Déo, à la frontière avec le Nigeria. Il fait partie de la commune de Kontcha.

## Population
Lors du recensement de 2005, le village comptait 289 personnes, 159 de sexe masculin et 130 de sexe féminin.

## Principales cultures
Le village est situé près d'un cours d'eau secondaire ce qui permet aux villageois de cultiver, entre autres, le maïs, le mil blanc et la manioc. On y trouve également, autour du village, des campements où l'on vend des produits de la pêche.

## Éducation
Gada-Mayo contient une école publique, soit une école primaire d'environ 80 élèves.